# Kirchhundem
Kirchhundem ist eine Gemeinde, die in ihrer heutigen Form zum 1. Juli 1969 als Ergebnis einer kommunalen Neugliederung entstanden ist. Sie liegt im Sauerland, im Südosten Nordrhein-Westfalens und umfasst 37 Ortsteile. Mit 147,91 Quadratkilometern ist sie die flächengrößte Gemeinde des Kreises Olpe.
Es ist anzunehmen, dass das Gebiet der heutigen Gemeinde Kirchhundem ab dem 8./9. Jahrhundert besiedelt wurde. Der Raum wurde durch Rodungsbauern erschlossen, und zwar zunächst im Gebiet um das Alte Feld bei Kirchhundem und im Olpetal. Sichere schriftliche Erwähnungen der Orte gibt es seit der Mitte des 13. Jahrhunderts. Wirtschaftlich geprägt war das Gebiet lange durch den Erzbergbau, Hütten- und Hammerwerke, die hier betrieben wurden. Die Infrastruktur wurde 1861 durch den Bau der Ruhr-Sieg-Eisenbahn erheblich aufgewertet.

## Geografie

### Lage
Die Gemeinde Kirchhundem liegt im Südosten des Kreises Olpe im Südsauerland und gehört zum Bilsteiner Bergland. Zum Kirchhundemer Land gehören im Osten die jenseits der Rhein-Weser-Wasserscheide fließende Röspe, im Süden die Brachthäuser Hohen Waldberge, im Westen die Rahrbacher Mulde und im Norden der Hundemgrund. Über den Rothaarkamm, dem Hauptkamm des Rothaargebirges, verläuft an der Hohen Hessel (743,6 m), der höchsten Erhebung der Gemeinde, die Rhein-Weser-Wasserscheide und über die Berge im Süden des Gemeindegebiets die Wasserscheide zwischen Rhein und Sieg. Entwässert wird das Kirchhundemer Land durch die bei Oberhundem entspringende Hundem, und zwar nach Nordwesten zur Lenne hin. Zu den im Gemeindegebiet verlaufenden Zuflüssen der Hundem gehören von Süden her die Marmecke, der durch den Heinsberger Bach (Krenkelsbach) gespeiste Albaumer Bach, die bei Würdinghausen münden, die bachabwärts betrachtet auch Brachthauser Bach, Wirmebach und Emlinghauser Bach genannte Flape (Flaperbach) und die Olpe, die in Kirchhundem einfließen. Die Olpe nimmt bei Heidschott den Silberbach (Silberger Bach) auf. Das Wasser dieser Gewässer erreicht durch die Hundem, Lenne und Ruhr den Rhein. Das östlich vom Rothaarkamm befindliche Gebiet der Röspe wird durch die Eder und Fulda zur Weser hin entwässert.

### Ausdehnung des Gemeindegebietes
Kirchhundem ist mit einer Fläche von 147,9 km² die flächengrößte Gemeinde des Kreises Olpe. Die flächenhafte Ausdehnung beträgt zwölf Kilometer in Nord-Süd-Richtung und 22 Kilometer von Ost nach West.

### Nachbargemeinden
Die Gemeinde Kirchhundem liegt im Osten des Kreises Olpe. Sie grenzt im Westen und Norden an die Stadt Olpe und im Westen und Norden an die Stadt Lennestadt. Östlich und südlich schließen sich die Städte Bad Berleburg, Erndtebrück, Hilchenbach und Kreuztal an, die alle im Kreis Siegen-Wittgenstein liegen.

### Grenze zu Siegerland und Wittgenstein
Die Südgrenze der Gemeinde Kirchhundem zum benachbarten Kreis Siegen-Wittgenstein stellt sich mehrfach dar: Sie ist Wasserscheide zwischen Rhein und Weser im Osten sowie zwischen Sieg und Ruhr im Westen. Sie beschreibt hier zugleich den Verlauf der Uerdinger wie auch der Benrather Linie, die die Trennlinie des volksgeschichtlich sächsischen und damit niederdeutschen Sauerlandes zum moselfränkischen Siegerland und zum kulturell hessischen Wittgenstein bilden, ferner Konfessionsgrenze (südlich evangelisch geprägt und nördlich katholische Ausprägung). Historisch trennte sie das kurkölnische Herzogtum Westfalen im Norden vom Fürstentum Nassau-Siegen und der Grafschaft Wittgenstein-Berleburg im Süden. Heute erinnern zahlreiche historische Grenzsteine und Wallanlagen (Landwehren) an die als „Kölsches Heck“ bezeichnete Grenze.

### Gemeindegliederung
Nach der Hauptsatzung der Gemeinde Kirchhundem ist das Gemeindegebiet in zwölf Bezirke eingeteilt, für die der Rat jeweils einen Ortsvorsteher oder eine Ortsvorsteherin wählt. Die Bezirke umfassen jeweils eine oder mehrere Ortschaften. Die abgelegenen Weiler Rhein-Weser-Turm und Rüspe sind keinem Bezirk zugeordnet.
| Bezirk | Ortschaft         | Einwohner |
| ------ | ----------------- | --------- |
| 1      | Heinsberg         | 894       |
| 2      | Albaum            | 718       |
| 2      | Böminghausen      | 53        |
| 2      | Böminghauser Werk | -         |
| 3      | Würdinghausen     | 1033      |
| 4      | Kirchhundem       | 2040      |
| 4      | Berghof           | 10        |
| 4      | Bettinghof        | 12        |
| 4      | Flape             | 245       |
| 4      | Herrntrop         | 118       |
| 5      | Hofolpe           | 747       |
| 5      | Heidschott        | 21        |
| 6      | Benolpe           | 457       |
| 7      | Welschen Ennest   | 1609      |

| Bezirk | Ort          | Einwohner |
| ------ | ------------ | --------- |
| 8      | Rahrbach     | 666       |
| 8      | Kruberg      | 108       |
| 8      | Arnoldihof   | 5         |
| 9      | Silberg      | 429       |
| 9      | Varste       | 149       |
| 9      | Kuhlenberg   | 20        |
| 9      | Breitenbruch | 3         |
| 9      | Mark         | 5         |
| 10     | Brachthausen | 513       |
| 10     | Wirme        | 171       |
| 10     | Emlinghausen | 31        |
| 10     | Ahe          | 2         |
| 10     | Kohlhagen    | 6         |

| Bezirk | Ort              | Einwohner |
| ------ | ---------------- | --------- |
| 11     | Oberhundem       | 862       |
| 11     | Alpenhaus        | 1         |
| 11     | Haus Bruch       | 4         |
| 11     | Schwartmecke     | 92        |
| 11     | Selbecke         | 166       |
| 11     | Erlhof           | 45        |
| 11     | Stelborn         | 30        |
| 12     | Marmecke         | 354       |
| 12     | Rinsecke         | 233       |
|        | Rhein-Weser-Turm | 14        |
| Rüspe  | 27               |           |

### Klima
Das Gebiet der Stadt Kirchhundem liegt in der gemäßigten Klimazone. Die durchschnittlichen Höchsttemperaturen erreichen im Juli/August etwa 23 °C; die niedrigsten Temperaturen belaufen sich in den Monaten Januar und Februar auf durchschnittlich etwa 0 °C. Weitere Monats- und Jahresdurchschnittswerte können der Tabelle entnommen werden:
|                       | Jan | Feb | Mär | Apr  | Mai  | Jun  | Jul  | Aug  | Sep  | Okt  | Nov | Dez |   |      |
| Mittl. Tagesmax. (°C) | 4,5 | 5,2 | 8,9 | 13,3 | 17,7 | 20,4 | 22,6 | 22,6 | 18,2 | 13,6 | 8,1 | 4,8 | ⌀ | 13,4 |
| Mittl. Tagesmin. (°C) | 0,2 | 0,3 | 2,4 | 5,0  | 8,7  | 11,4 | 13,8 | 13,9 | 10,9 | 7,4  | 3,8 | 0,8 | ⌀ | 6,6  |
|                       |     |     |     |      |      |      |      |      |      |      |     |     |   |      |
| Niederschlag (mm)     | 68  | 85  | 74  | 42   | 43   | 45   | 62   | 47   | 57   | 65   | 69  | 78  | Σ | 735  |

| 0,2 |

| 0,3 |

| 2,4 |

| 5,0 |

| 8,7 |

| 11,4 |

| 13,8 |

| 13,9 |

| 10,9 |

| 7,4 |

| 3,8 |

| 0,8 |

| 0,2 |

| 0,3 |

| 2,4 |

| 5,0 |

| 8,7 |

| 11,4 |

| 13,8 |

| 13,9 |

| 10,9 |

| 7,4 |

| 3,8 |

| 0,8 |

An einzelnen Tagen werden im Hochsommer Temperaturen von knapp über 30 °C gemessen, während sie im Winter gelegentlich bis auf etwa −20 °C sinken können.

### Fossildokumentation
Auf dem Gebiet von Kirchhundem wurden zahlreiche Organismen aus dem Erdzeitalter des Devon gefunden, darunter Trilobiten (Dreilapper), Brachiopoden (Armfüßer), Bivalvia (Muscheln) und Crinoiden (Seelilien).
Die gefundenen Trilobiten gehören der Ordnung Phacopida an.

## Geschichte

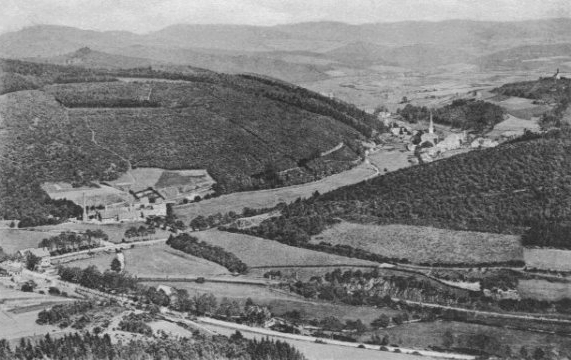
Blick vom Krähenberg auf Kirchhundem (um 1900)

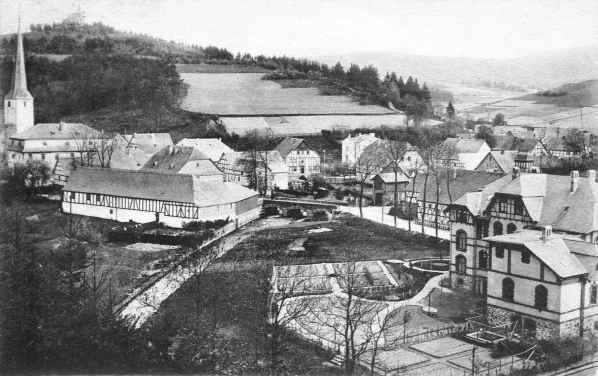
Blick von der Hard auf Kirchhundem (um 1905)

Noch bis ungefähr zum 8. Jahrhundert bedeckte dichter Laubwald das Gebiet der Gemeinde Kirchhundem. Buchen beherrschten Berge und Hänge, Eichen, Ulmen, Ahorn und andere Baumarten die Täler. Die ersten Ansiedlungen werden im Bereich des Alten Feldes bei Kirchhundem und im Olpetal vermutet. Etwa im 9. Jahrhundert setzte dann eine verstärkte Rodungs- und Besiedlungstätigkeit ein, die bis ins 13. Jahrhundert anhielt.
Die erste urkundliche Erwähnung des Hundemgebietes – „curia nomine homede“ – könnte in einer Urkunde des Kaisers Friedrich I. Barbarossa aus dem Jahr 1153 zu finden sein. Diese Zuordnung ist jedoch ebenso umstritten wie die weiterer Dokumente. Der älteste als sicher geltende Beleg ist eine Urkunde aus dem Pfarrarchiv Kirchhundem aus dem Jahr 1249, in der die Bedingungen festgesetzt werden, zu denen es Vogt Widekind von Hundem seinen und anderen Leuten gestattete, sich dem Margaretenaltar zu Hundem (mittelalterliche Bezeichnung Kirchhundems) zu eigen zu geben. Den Namen bekam das Flurstück vom Fluss Hundem (zu urgermanisch *Hundama ‚schwellender Fluss‘).
Als zweiter Ort wurde 1270 Würdinghausen erwähnt, nur wenige Jahre später, im Jahr 1279, Bettinghusen (Bettinghof), Böminghausen, Emlinghausen und Flape. In den beiden anschließenden Jahrhunderten folgten Nennungen nahezu aller Orte der heutigen Gemeinde. Es werden jedoch auch zahlreiche andere Ansiedlungen aufgeführt, die später wieder aufgegeben wurden (wüst fielen).
Das Gemeindegebiet gehörte in den Anfängen zum Herrschaftsraum der Edelherren von Gevore-Bilstein. Johann II. von Bilstein trat bereits um 1350 seinen Herrschaftsanspruch an Graf Gottfried IV. von Arnsberg ab. Nach dem Tode Johanns im Jahr 1363 konnte Gottfried seinen Anspruch auf das Land Bilstein jedoch nicht durchsetzen und das Gebiet fiel an Graf Engelbert III. von der Mark. Im Rahmen der Soester Fehde gelangte das Bilsteiner Land und damit auch das Gebiet der Gemeinde Kirchhundem 1445 in den Besitz des Erzbischofs von Köln. Die kurkölnische Herrschaft endete erst 1802/03 im Rahmen der Säkularisation. Das ehemalige Herzogtum Westfalen fiel an den Landgraf zu Hessen-Darmstadt. Dieser leitete mit zahlreichen Reformen nach gut 350-jähriger Kirchenherrschaft das Ende des Mittelalters im südlichen Sauerland ein. Nach der Abdankung Napoléons I. musste im Jahr 1816 auch Großherzog Ludwig I. seine erst wenige Jahre zuvor erworbenen Besitzungen an Preußen abtreten. Das Gebiet wurde in die neu entstandene preußische Provinz Westfalen eingegliedert. Unter preußischer Regierung wurden weitere Reformen durchgeführt, so wird unter anderem 1843 im Rahmen der Einführung der Landgemeindeordnung das Amt Kirchhundem, der Vorläufer der heutigen Gemeinde Kirchhundem, ins Leben gerufen.
Nachdem während der Wirtschaftskrise der ausgehenden 1920er Jahre durch sogenannte Notstandsarbeiten des Freiwilligen Arbeitsdienstes zahlreiche arbeitslose Männer beschäftigt wurden, kam es nach der Machtübernahme der Nationalsozialisten zur Bildung des Reichsarbeitsdienstes (RAD). In Kirchhundem wurde 1934 ein Lager für den Arbeitsdienstbezirk Westfalen-Süd mit der Bezeichnung „Abteilung 7/209 Kirchhundem“ errichtet, in denen hauptsächlich auswärtige Arbeitskräfte untergebracht waren. In der Folge kam es insbesondere zu Spannungen des Reichsarbeitsdienstes mit der ortsansässigen katholischen Geistlichkeit. Als am 1. Mai 1935 ein Kirchhundemer Bürger einen auf Streife befindlichen Arbeitsdienstmann möglicherweise in vermeintlicher Notwehr erschoss, war dies für Partei und Behörden ein willkommener Anlass auch gegen den Kirchhundemer Vikar Heinrich Rupieper vorzugehen. Der Todesschütze wurde wegen Mordes angeklagt, schließlich aber nur wegen Totschlags verurteilt. Vikar Rupieper wurde in diesem Zusammenhang ebenfalls inhaftiert. Ihm wurde vorgeworfen, den Schützen gegen den Reichsarbeitsdienst aufgehetzt zu haben. Die Staatsanwaltschaft warf ihm vor, „als intellektueller Urheber“ den „Meuchelmord“ mitverantwortet zu haben. Im Prozess vor dem Sondergericht Dortmund vom 11. bis 13. Dezember 1935 wurde Vikar Rupieper wegen Vergehens gegen das Heimtückegesetz zu einer Gefängnisstrafe von vier Jahren verurteilt. In Zusammenhang mit einem ebenfalls politisch motivierten Strafverfahren wegen Betruges verhängte das Landgericht Paderborn eine weitere Gefängnisstrafe gegen den Vikar in Höhe von 3 Jahren und 7 Monaten, die mit der des Sondergerichts Dortmund zu einer Zuchthausstrafe von 7 Jahren und 5 Jahren Ehrverlust zusammengezogen wurde. Nach Verbüßung der Haft kam Vikar Rupieper ins KZ Dachau, wo er bis zur Befreiung durch die Amerikaner verblieb.
Durch den Einmarsch amerikanischer Truppen am 8./9. April 1945 endeten für das Gebiet der heutigen Gemeinde Kirchhundem die Kampfhandlungen des Zweiten Weltkrieges. Die Bilanz des Krieges waren 125 zivile Todesopfer, 466 gefallene Soldaten, 36 vermisste Zivilisten und 353 vermisste Wehrmachtsangehörige.
Die Gemeinde Kirchhundem in ihrer heutigen Ausdehnung wurde zum 1. Juli 1969 anlässlich der kommunalen Neugliederung im Landkreis Olpe gebildet. Zum Gemeindegebiet kamen die Gebiete der früher bereits zum Amt Kirchhundem gehörenden Gemeinden Heinsberg, Kohlhagen und Oberhundem sowie die aus dem früheren Amt Bilstein stammende Gemeinde Rahrbach (mit Ausnahme der Ortschaft Fahlenscheid) und das Dorf Benolpe. Die Ortschaften Altenhundem, Kickenbach und Langenei, die bis dahin ein Teil der Gemeinde Kirchhundem waren, wurden hingegen in die neu gebildete Stadt Lennestadt eingemeindet.
(Nachweise unter)

### Einwohnerentwicklung
Als die Gemeinde Kirchhundem 1969 gebildet wurde, hatte sie 12.203 Einwohner. In den folgenden Jahren war ein geringer Anstieg zu verzeichnen, 1974 lag die Einwohnerzahl bei 12.742. Dieses Niveau konnte bis Mitte der 1980er Jahre in etwa gehalten werden. Der Höchststand vom 31. Dezember 1990 dürfte mit der Wende und der Öffnung der Ostblockstaaten in Verbindung stehen. In den folgenden Jahren pendelte die Einwohnerzahl um 13.000. Seit 2004 war die Entwicklung der Bevölkerungszahlen signifikant rückläufig. Während bis zu diesem Jahr noch über 13.000 Einwohner lebten, nahm die Zahl seitdem kontinuierlich ab und lag zum 31. Dezember 2014 bei 11.686. Bedingt durch die Flüchtlingskrise aus dem Nahen Osten nahm die Bevölkerung 2015 wieder zu und lag zum 31. Dezember 2015 bei 12.103.
Auffällig ist dabei der überproportionale Rückgang in den Altersstufen von unter 5 Jahren (2004 = 683; 2009 = 485) und von 5 bis unter 10 Jahren (2004 = 824; 2009 = 647). Ein schwächerer Rückgang ist bei der Altersstufe von 10 bis unter 15 Jahre zu beobachten (2004 = 869; 2009 = 798), während die Altersgruppe von 15 bis unter 20 Jahre relativ stabil erscheint (2004 = 886, 2009 = 840). Der demographische Wandel wird besonders auch in den mittleren bis höheren Altersstufen sichtbar. Bei den Menschen im Alter von 45 bis unter 50 Jahren ist ein deutlicher Anstieg zu verzeichnen (2004 = 962, 2009 = 1136). Das trifft auch für die Altersstufen von 50 bis unter 55 Jahre (2004 = 833; 2009 = 933) und von 55 bis unter 60 Jahre (2004 = 587; 2009 = 782) zu. Bei den 60 bis unter 65 Jahre alten Menschen ist hingegen wieder eine Abnahme der Bevölkerungszahl zu beobachten (2004 = 715; 2009 = 567), was auch für die Personengruppe von 65 bis unter 70 Jahre zutrifft (2004 = 758; 2009 = 649). Steigerungen ergeben sich für die Stufen von 70 bis unter 75 Jahre (2004 = 537; 2009 = 670), 80 bis unter 85 Jahre (2004 = 302, 2009 = 341) und 85 bis unter 90 Jahre (2004 = 109; 2009 = 171), während die Gruppe der 75 bis unter 80 Jahre alten Menschen verhältnismäßig stabil aussieht (2004 = 467; 2009 = 443).

Einwohnerentwicklung von 1969 bis 2017 nach nebenstehender Tabelle

| Jahr | Einwohner |
| ---- | --------- |
| 1969 | 12.203    |
| 1974 | 12.742    |
| 1978 | 12.626    |
| 1985 | 12.566    |
| 1990 | 12.918    |
| 2005 | 12.870    |
| 2006 | 12.719    |
| 2007 | 12.629    |
| 2008 | 12.434    |

| Jahr | Einwohner |
| ---- | --------- |
| 2009 | 12.336    |
| 2010 | 12.302    |
| 2012 | 11.938    |
| 2013 | 11.777    |
| 2016 | 11.694    |
| 2017 | 11.617    |
| 2018 | 11.564    |
| 2022 | 11.445    |

## Religionen
Durch die lange geschichtliche Zugehörigkeit zu den Besitzungen des Kölner Erzbischofs ist die Gemeinde Kirchhundem überwiegend katholisch geprägt. Trotz der unmittelbaren Nähe zum überwiegend evangelischen Siegerland gab es in der Vergangenheit nur wenige evangelische Einwohner. Eine nennenswerte Durchmischung der Konfessionen erfolgte erst durch die Bevölkerungsverschiebungen als Folge des Zweiten Weltkriegs.
Nicht gesondert erfasst in den Gemeindestatistiken ist die islamische Bevölkerung, deren Anteil aber durch die Religionszugehörigkeit der Schüler an allgemeinbildenden Schulen näher bestimmt werden kann. Nach zuletzt für das Schuljahr 2011/12 erhobenen Daten waren von insgesamt 803 Schülern (Grund- und Hauptschule) in Kirchhundem 72,8 % (585) katholisch und 9,3 % (75) evangelisch; dem Islam gehörten 9,7 % (78) an und 1,1 % (9) bekannten sich zu anderen Religionen, 7,0 % der Schüler (56) waren ohne Bekenntnis.

### Katholisch
Auf dem Gemeindegebiet gibt es zwölf katholische Kirchengemeinden (Albaum, Benolpe, Heinsberg, Hofolpe, Kirchhundem, Kohlhagen, Marmecke, Oberhundem, Rahrbach, Silberg, Welschen-Ennest und Würdinghausen). Die ältesten Pfarreien in Kirchhundem, Oberhundem und Rahrbach bestehen mindestens seit dem 13. Jahrhundert. Von der Pfarrei Kirchhundem trennten sich im 17. Jahrhundert Heinsberg (1628) und Kohlhagen (1655) als eigenständige Pfarreien ab.
Durch den Mangel an Priestern und Geld konnten in den letzten Jahren einige Pfarrstellen nicht neu besetzt werden. Stattdessen wurden so genannte Pastoralverbünde eingerichtet, die von mehreren Pfarrern gemeinsam betreut werden. So bilden die Pfarrgemeinden Albaum, Heinsberg, Hofolpe, Kirchhundem, Marmecke, Oberhundem und Würdinghausen den Pastoralverbund Hundemtal und die Pfarrgemeinden Benolpe, Kohlhagen, Rahrbach, Silberg und Welschen-Ennest den Pastoralverbund Am Cölschen Heck.
Zum 1. Januar 2013 wurde aus den Pastoralverbünden Hundemtal und Am Cölschen Heck der Pastorale Raum Kirchhundem gebildet, der das gesamte Gemeindegebiet umfasst.
Beim Wallfahrtsort Kohlhagen entsteht im Jahr 2020 ein Geistliches Zentrum, das von zwei Pallottinerpatres geleitet wird. Mit seinen Angeboten soll es Strahlkraft in den südwestfälischen Raum entwickeln.

### Evangelisch
Die evangelischen Gemeindeglieder im Gebiet der Gemeinde Kirchhundem werden zum größten Teil durch die Kirchengemeinde Lennestadt-Kirchhundem und zu einem kleineren Teil (Orte: Kruberg, Rahrbach und Welschen Ennest) durch die Kirchengemeinde Krombach betreut. In Würdinghausen steht die Emmauskirche, sie ist die einzige evangelische Kirche in der Gemeinde Kirchhundem.

## Politik

### Gemeinderat

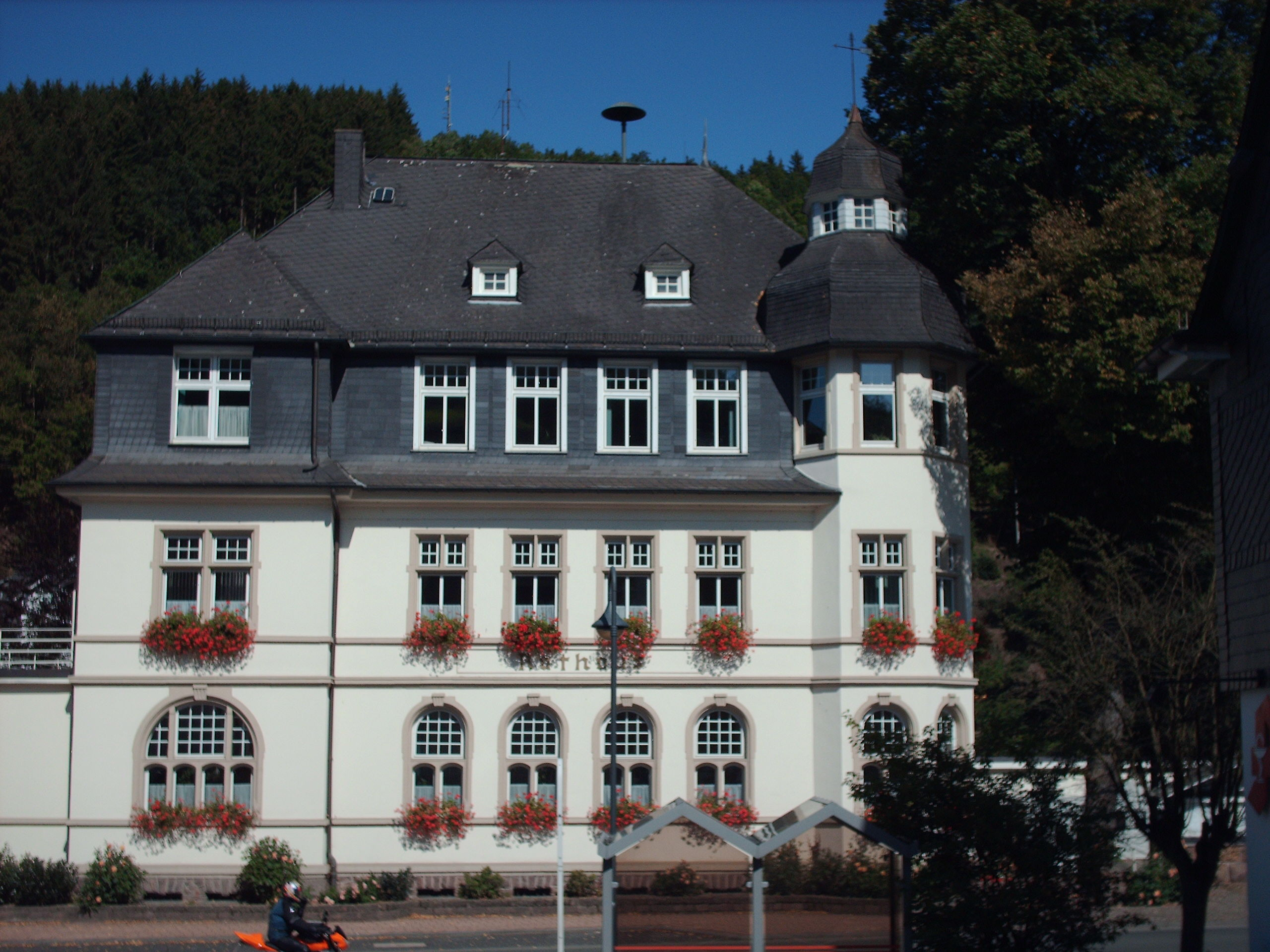
Rathaus

Die Ergebnisse der Kommunalwahlen seit 2004 zeigt die Tabelle:
| Partei             | 2020  | 2020  | 2014  | 2014  | 2009  | 2009  | 2004  | 2004  |
| Partei             | %     | Sitze | %     | Sitze | %     | Sitze | %     | Sitze |
| ------------------ | ----- | ----- | ----- | ----- | ----- | ----- | ----- | ----- |
| CDU                | 54,98 | 15    | 54,27 | 14    | 50,38 | 14    | 42,63 | 11    |
| SPD                | 15,96 | 4     | 18,47 | 5     | 22,12 | 6     | 27,12 | 7     |
| Freie Wähler (UK)1 | 16,67 | 4     | 17,75 | 5     | 17,53 | 4     | 25,68 | 7     |
| Grüne              | 12,39 | 3     | 9,51  | 2     | 9,96  | 2     | 4,56  | 1     |

1UK: Unabhängige Kirchhundemer

### Bürgermeister
Der parteilose Björn Jarosz wurde 2020 als Kandidat der CDU mit 62,73 Prozent der Stimmen zum Bürgermeister von Kirchhundem gewählt. Zuvor war seit Juni 2014 der ebenfalls parteilose Andreas Reinéry Bürgermeister. Er setzte sich bei der Kommunalwahl 2014 in der Stichwahl gegen den Mitbewerber von der CDU, den Beigeordneten Tobias Middelhoff, durch. Von März bis Juni 2014 war Middelhoff mit der Wahrung der Amtsgeschäfte beauftragt, weil der zuletzt gewählte Bürgermeister, Michael Grobbel, Ende 2013 in den Ruhestand versetzt worden war.

#### Bürgermeister der Bürgermeisterei und des Amts Kirchhundem
- 1829–1830: Schwermer (Heinsberg)
- 1830–1851: Johann Adam Engelbert Sommer (Kirchhundem)
- 1851–1859: Carl Haverkamp (Würdinghausen)
- 1859–1872: Engelbert Brüning (Vasbach)
- 1872–1902: Friedrich Brüning (Vasbach)
- 1902–1912: Clemens Statzner
- 1912–1931: Johann Henken
- 1931–1934: Adolf Marx (seit 1933 beurlaubt)
- 1934–1945: Siegfried Hucke (ab 1942 zum Wehrdienst einberufen)
- 1942–1943: Wurm (Wenden) kommissarisch
- 1943–1945: Fritz Contzen (Attendorn) kommissarisch
- 1945–1945: Josef Schmidt (Altenhundem)
- 1945–1946: Adolf Marx

Im Jahre 1946 erfolgte die Trennung von Verwaltung (Amtsdirektor) und Repräsentation (Bürgermeister).
(Quellen unter)

#### Ehrenamtliche Amtsbürgermeister
- 1946–1946: Bernhard Oppenheim (Kirchhundem)
- 1946–1948: Wilhelm Deitmer (Saalhausen)
- 1948–1961: Johann Stangier (Altenhundem)
- 1961–1969: Karl Nöcker (Altenhundem später Selbecke)

(Quellen unter)

#### Hauptamtliche Amtsdirektoren
- 1947–1961: Ernst Großheim
- 1961–1969: Franz-Josef Hackmann

Im Jahre 1969 wurde das Amt Kirchhundem aufgelöst. Große Teile des Amtsgebietes gingen in der neu geschaffenen Gemeinde Kirchhundem auf. Gleichzeitig änderten sich auch die Amtsbezeichnungen.
(Quellen unter)

#### Ehrenamtliche Bürgermeister
- 1969–1994: Karl-Josef Luster-Haggeney
- 1994–1999: Elmar Greiten

(Quellen unter)

#### Gemeindedirektoren
- 1969–1982: Franz-Josef Hackmann
- 1982–1992: Rudolf Lange
- 1993–1999: Hans-Adolf Bender

#### Hauptamtliche Bürgermeister
- 1999–2004: Elmar Greiten (CDU)
- 2004–2013: Michael Grobbel (SPD, seit 2009 als Einzelbewerber)[35][31]
- 2013–2014 (kommissarisch): Tobias Middelhoff (CDU)[31]
- 2014–2020: Andreas Reinéry (parteilos)[36]
- seit 2020: Björn Jarosz (parteilos, seit 2024 CDU)[37]

### Wappen
Das Wappen wurde der Gemeinde Kirchhundem am 24. Februar 1972 mit der Beschreibung „In Schwarz zwei gekreuzte, fünfendige goldene Hirschstangen, umgeben von neun waagerechten goldenen Schindeln, zwischen den Schindeln eine aufrechte goldene Wolfsangel.“ verliehen. Es handelt sich um das Wappen des früheren Amtes Kirchhundem. Die Schindeln stellen den historischen Bezug her, sie sind dem Wappen der Ritter von Hundem entnommen. Die Hirschstangen weisen auf den Rotwildreichtum des Kirchhundemer Landes hin, die Wolfsangel ist ein Symbol für den landwirtschaftlichen Charakter der Gemeinde.

### Städtepartnerschaften

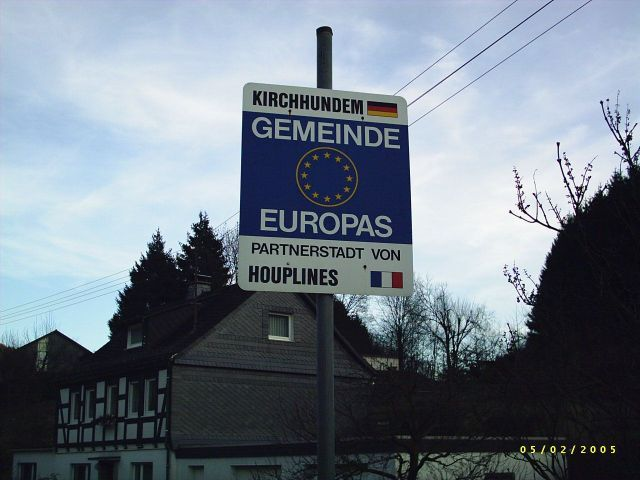
Hinweis auf die Partnerschaft am Ortseingang

Seit 1989 besteht eine Städtepartnerschaft mit der französischen Stadt Houplines. Die Partnergemeinde liegt im Nordosten Frankreichs in der Nähe von Lille. Kontakte zwischen Kirchhundem und Houplines finden vor allem auf Vereinsebene statt. Anlässlich des Besuchs von Mitgliedern des Gemeinderates Kirchhundem in Houplines im November 2006 wurde dort das Wohngebiet Residence Kirchhundem durch die Bürgermeister beider Kommunen eingeweiht. Zur Festigung der Städtepartnerschaft wurde der Verein „Freunde von Houplines“ gegründet.

## Kultur und Sehenswürdigkeiten

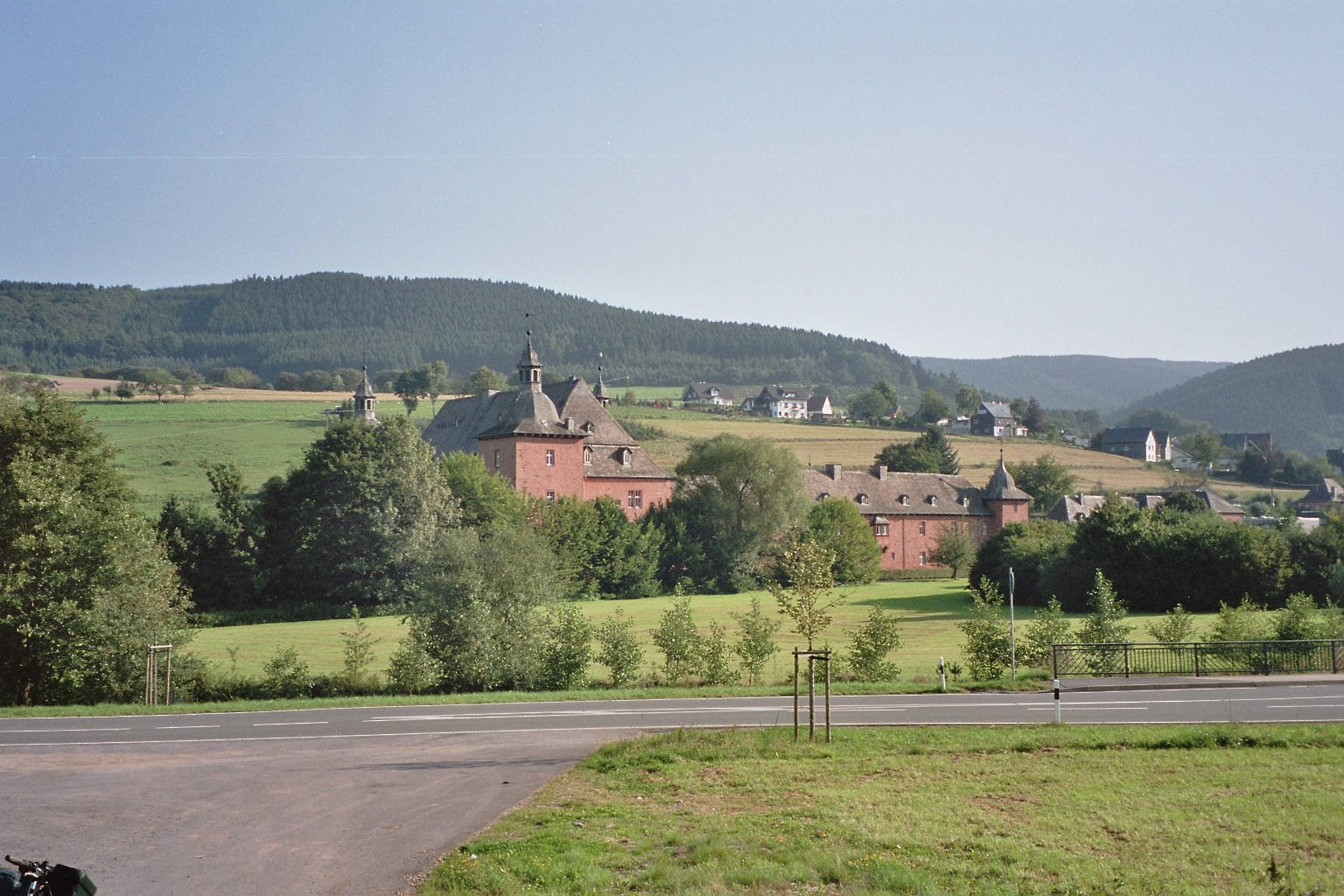
Die Adolfsburg bei Oberhundem

Kirchhundem bietet durch seine Lage am Rothaarsteig, der von Brilon nach Dillenburg führt, vor allem eine für Wanderer interessante Freizeitbeschäftigung. Neben dem Rothaarsteig gibt es den Kirchhundemer Rundwanderweg, der auf einer Länge von etwa 90 Kilometern entlang der Gemeindegrenzen verläuft. Ein beliebtes Wanderziel ist der Rhein-Weser-Turm bei Oberhundem, von dem aus man das Südsauerland gut überblicken kann.
Ebenfalls in Oberhundem befinden sich das Schloss Adolfsburg, ein barockes Wasserschloss und der Freizeitpark Panorama-Park Sauerland, der auch im Winter besucht werden kann. Es ist dann möglich, kostenlos den Wildparkbereich zu begehen.

### Naturschutz
Der Verein Biologische Station Initiative Oberhundem, der sich im Bereich des Naturschutzes betätigte, Schulen unterstützte, Ausstellungen veranstaltete und bei der ökologischen Umgestaltung des Kurparks beriet, wurde aufgelöst.

### Theater
- Der Theaterverein Oberhundem, eine Laienspielgruppe, führt jedes Jahr in der Weihnachtszeit ein volkstümliches Stück in der Dorfgemeinschaftshalle in Oberhundem auf.
- Die Gemeinde Kirchhundem liegt im Einzugsbereich der Kulturgemeinde Hundem-Lenne e. V., die in der Regel im pädagogischen Zentrum in Lennestadt-Meggen niveauvolle Theater- und Konzertprogramme anbietet.

### Museen
- Das Stickereimuseum Oberhundem präsentiert Stickarbeiten aus mehreren Jahrhunderten in der historischen Umgebung der über 300 Jahre alten ehemaligen Pastorat.[40]
- Am 18. Juni 2009 wurde in Silberg das Gemeinde-Heimatmuseum im Baudenkmal Haupthaus des ehemaligen Schrabben Hofes eröffnet. Das Museum präsentiert Exponate zu den Themen Handwerk, Landwirtschaft und Bergbau.[41]

### Mahnmale
Vom Künstler Gunter Demnig wurden im Oktober 2011 für drei Euthanasie-Opfer des Naziregimes am Dorfplatz in Albaum und am 10. Dezember 2015 für ein Opfer der NS-Justiz vor dem Rathaus in Kirchhundem Stolpersteine in den Boden eingelassen.

Siehe auch Liste der Stolpersteine in Kirchhundem
In verschiedenen Dörfern gibt es außerdem Mahnmale für die Gefallenen und Vermissten des Ersten und Zweiten Weltkrieges. Als Baudenkmale in die Denkmalliste der Gemeinde Kirchhundem eingetragen sind die von Bildhauer Franz Belke aus Grevenbrück geschaffenen Ehrenmale in Kirchhundem und auf Kohlhagen. Letzteres ist 1923/24 als Grablege Christi (XIV. Station) des um die Pfarr- und Wallfahrtskirche Mariae Heimsuchung Kohlhagen angelegten Kreuzweges gestaltet.
Weitere Mahnmale gibt es in Albaum, Heinsberg, Hofolpe, Marmecke, Oberhundem, Rahrbach, Varste, Welschen Ennest und Würdinghausen.
An den Mahnmalen wird anlässlich der jährlich stattfinden Schützenfeste und zum Volkstrauertag der gefallenen und vermissten Soldaten des Ersten und Zweiten Weltkrieges gedacht.

### Musik

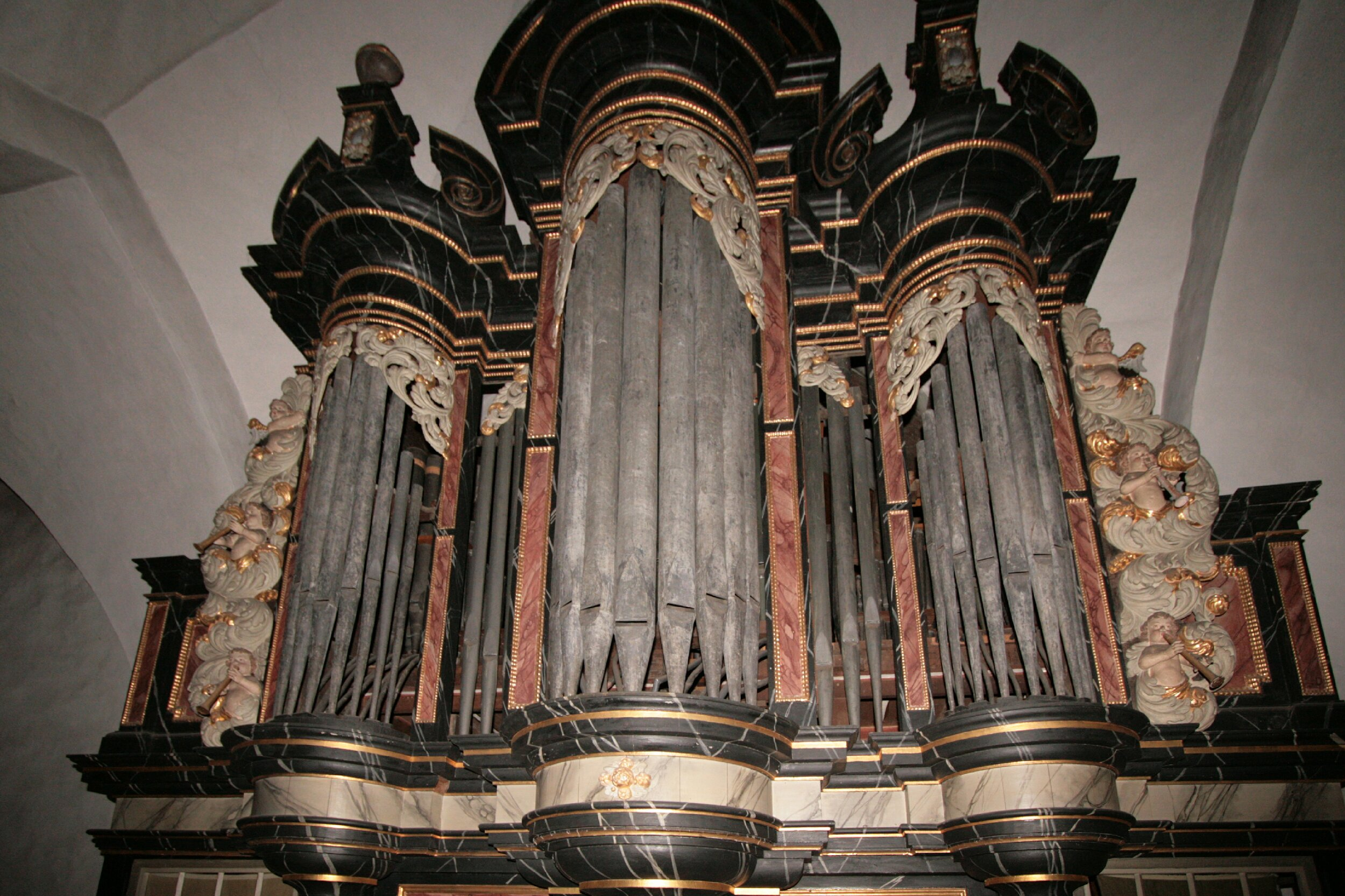
Alte Orgel von 1701/02 in der Pfarrkirche St. Peter und Paul

In der Gemeinde gibt es 16 Chöre, fünf Musikvereine, zwei Tambourcorps und mehrere moderne Musikgruppen.
Historische Orgeln:
- Brachthausen, Nikolaus-Kapelle, Historischer Orgelprospekt um 1700.[44] Die Herkunft ist ungeklärt, möglicherweise kommt sie aus Düren im Rheinland.[45]

- Kirchhundem, Pfarrkirche St. Peter und Paul, Barockorgel von 1701 des Bielefelder Orgelmachers Peter Henrich Varenholt. 1814 wesentliche Veränderungen durch Christian Roetzel. Prächtiges Barockgehäuse des Tischlers Johann Viegener aus Netphen mit Schnitzereien des Bildhauers Johann Sasse, Attendorn.[46]
- Kohlhagen, Pfarr- und Wallfahrtskirche St. Mariae Heimsuchung, Barockorgel von 1745, wahrscheinlich von Johann Heinrich Kleine aus Eckenhagen. Zu Beginn des 19. Jahrhunderts wurde die Disposition verändert und der ursprünglich hinter dem Gehäuse angebrachte Spieltisch an die nördliche Schmalseite verlegt. Der Anbau einer Zusatzlade erfolgte wohl zeitgleich.[47]
- Oberhundem, Pfarrkirche St. Lambertus, Renaissance-Orgel, die 1650 für die Pfarrkirche in Stockum/Sauerland gebaut und 1811 nach Oberhundem kam. Die Orgel erfuhr mehrfache Veränderungen, so 1772 eine Erweiterung der Windlade auf 49 Töne und durch den Orgelbauer Gerhard Nohl 1811 den Einbau einer Zusatzlade für fünf Töne und eines selbständigen Pedals von vier Registern. 1907 erfolgte durch Gerhard Peekel aus Hagen eine einschneidende Veränderung der Disposition sowie der Anbau eines Nebenwerkes von vier Registern mit pneumatischer Traktur.[48]
- Rahrbach, Pfarrkirche St. Dionysius, Barockorgel des Orgelbauers Ruhm von 1700/1701. 1835 erfolgte ein größerer Umbau durch Christian Roetzel, der einige Register entfernte oder umgestaltete. Außerdem verlegte er den Spieltisch an die südliche Schmalseite des Instruments.[49] Nach mehreren Veränderungen, deren gravierendste 1953 durch die Firma Kemper, Lübeck, erfolgte, fand 1992 eine umfassende Restaurierung unter denkmalpflegerischen Gesichtspunkten statt.[50]

### Bauwerke

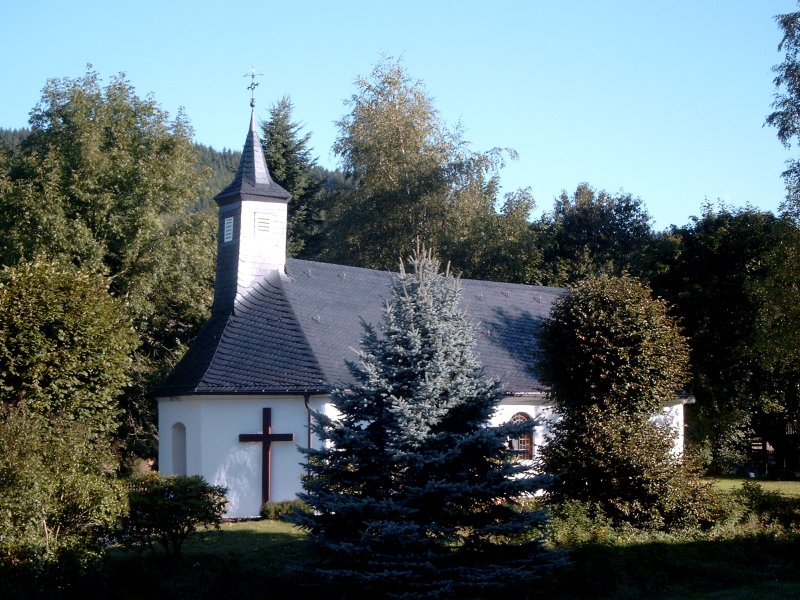
Kapelle in Selbecke

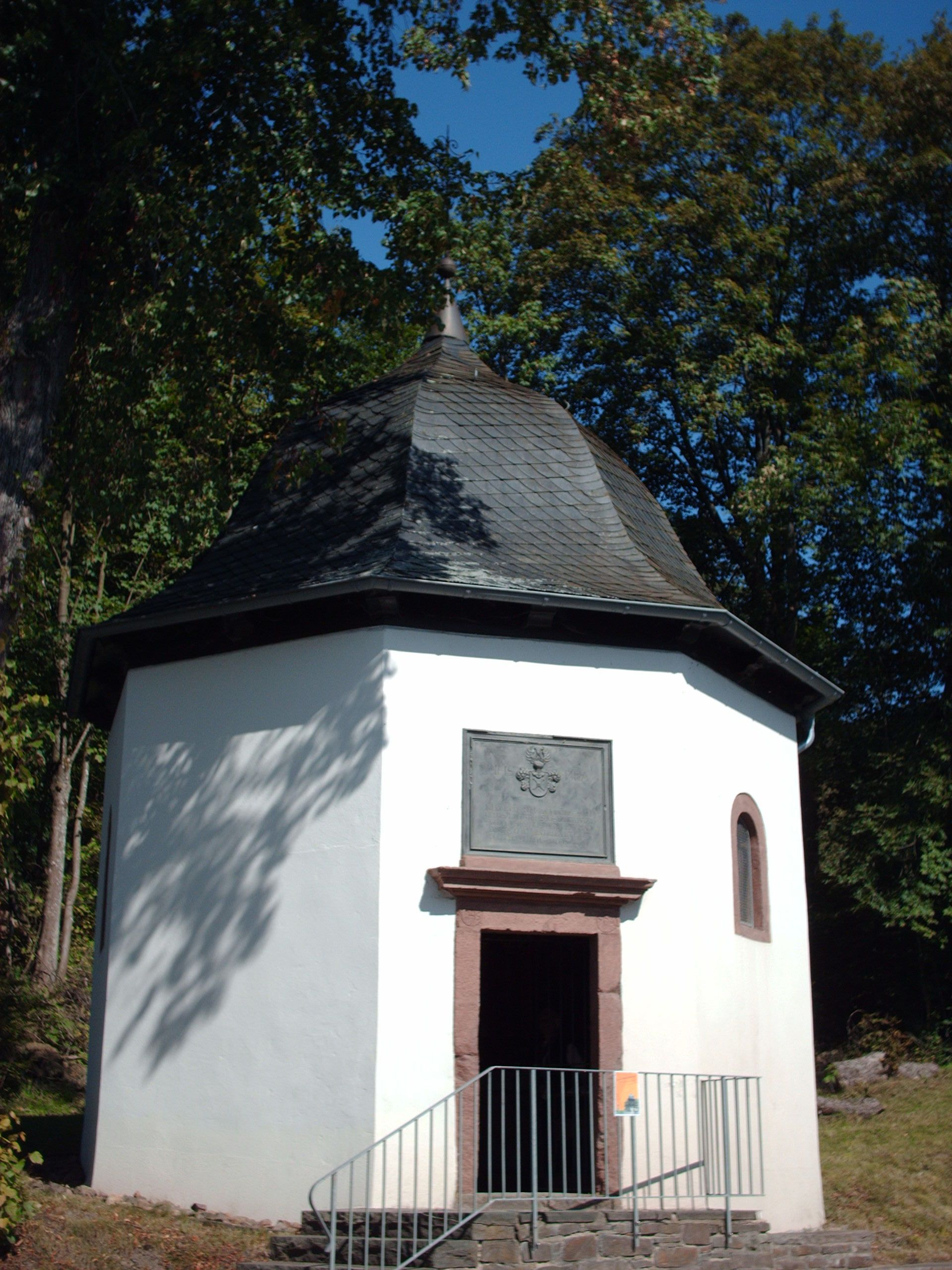
Vasbachkapelle

In die Denkmalliste der Gemeinde Kirchhundem sind derzeit 97 Bauwerke eingetragen, darunter die Pfarrkirchen in den Ortsteilen Albaum, Benolpe, Heinsberg, Kirchhundem, Kohlhagen, Oberhundem, Rahrbach und Welschen Ennest sowie die Kapellen in Brachthausen, Emlinghausen, Kruberg und Selbecke. Die Privatkapelle des Gutes Vasbach bei Kirchhundem ist ebenfalls eingetragenes Baudenkmal. Eines der herausragendsten Baudenkmäler ist die in den 1670er Jahren errichtete Adolfsburg bei Oberhundem. Bedeutende Gebäude in der Gemeinde Kirchhundem sind das 1903 bis 1905 im Jugendstil erbaute Rathaus und die etlichen Fachwerkhäuser in den einzelnen Orten. Der Heitmickeviadukt in Kirchhundem, das Empfangsgebäude des Bahnhofes Kirchhundem-Flape, der Aquädukt im Krenkeltal bei Heinsberg und die Portale des Heinsberger Tunnels erinnern noch an die ehemalige Bahnstrecke Altenhundem–Birkelbach, die größtenteils durch das Gebiet der heutigen Gemeinde Kirchhundem führte. Wahrzeichen der Gemeinde ist der Rhein-Weser-Turm, der 1932 als Aussichtsturm auf der Wasserscheide zwischen Rhein und Weser errichtet worden ist.

### Kirche St. Peter und Paul

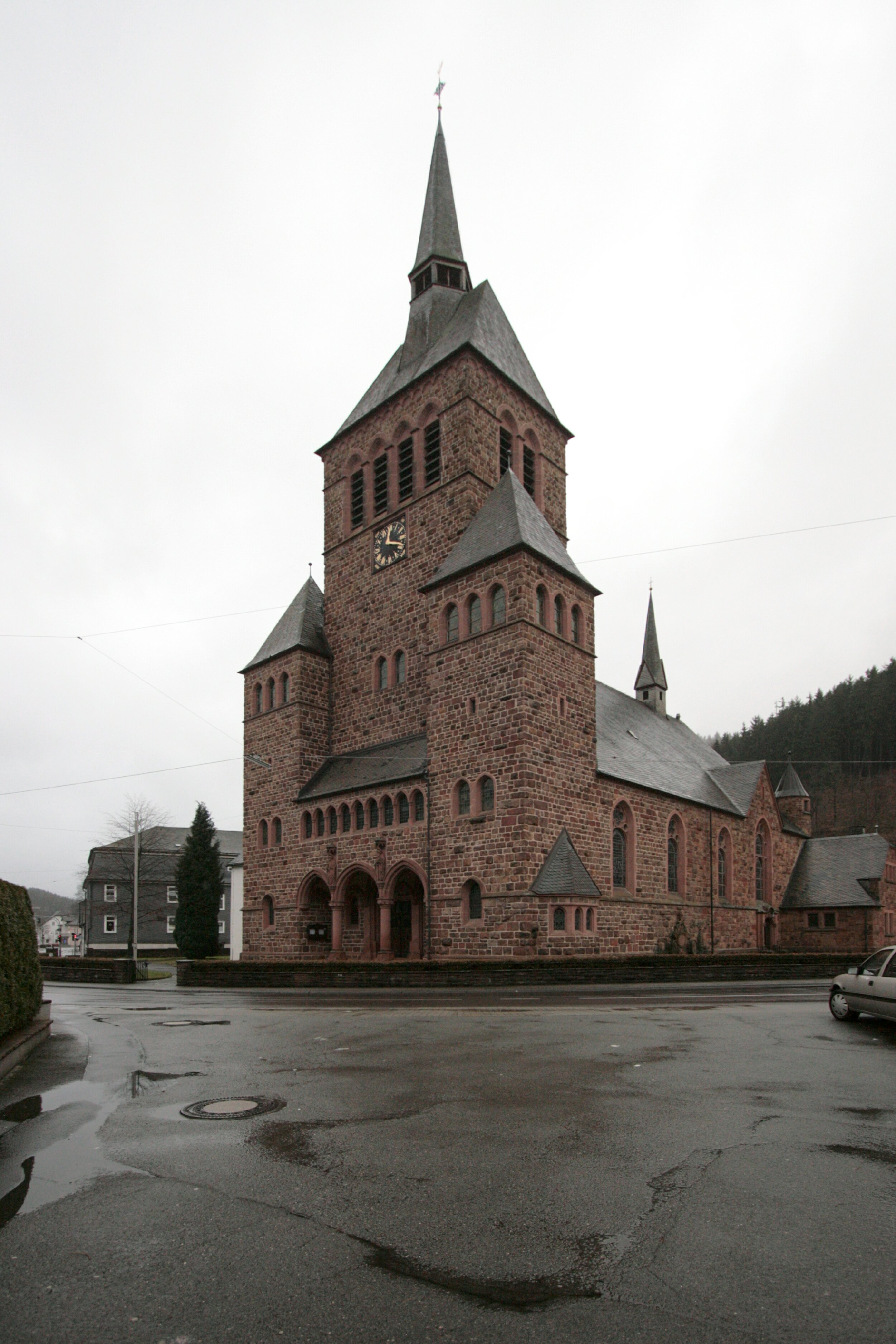
Kirche St. Peter und Paul, Außenansicht von Südost

Als älteste Pfarrei im östlichen Teil der Herrschaft Bilstein, abgepfarrt von der Mutterpfarrei Wormbach wurde die Eigenkirche in „Hundem“ bereits 1261 genannt. Von dem alten Vorgängerbau stehen heute noch zwei Joche und der Unterbau des Turmes, welche nach Grundsteinen 1340 und 1470 belegt sind.
Von 1701/1702 stammt die alte Orgel mit Schnitzarbeiten aus der Bildhauerwerkstatt Sasse in Attendorn. Außerdem besitzt die Kirche eine Orgel der Firma Feith, Paderborn von 1940, die dem Klangideal der deutschen Spätromantik verpflichtet ist.
Die heutige neugotische Pfarrkirche wurde 1915–1917 von dem Bauunternehmer Anton Sunder-Plassmann aus Förde (heute: Grevenbrück) nach den Plänen des Architekten Joseph Buchkremer während des Ersten Weltkrieges quer zur alten romanischen Kirche errichtet. Die alte Kirche hatte drei Kirchenschiffe mit jeweils vier Jochen. Das westliche Joch des südlichen Seitenschiffs hatte zwei Geschosse, Kreuzgewölbe mit Graten und Scheitelkehlen zwischen spitzbogigen Gurten und Wandblenden auf Säulen, Pfeiler und Wandpfeiler mit halbrunden Vorlagen.

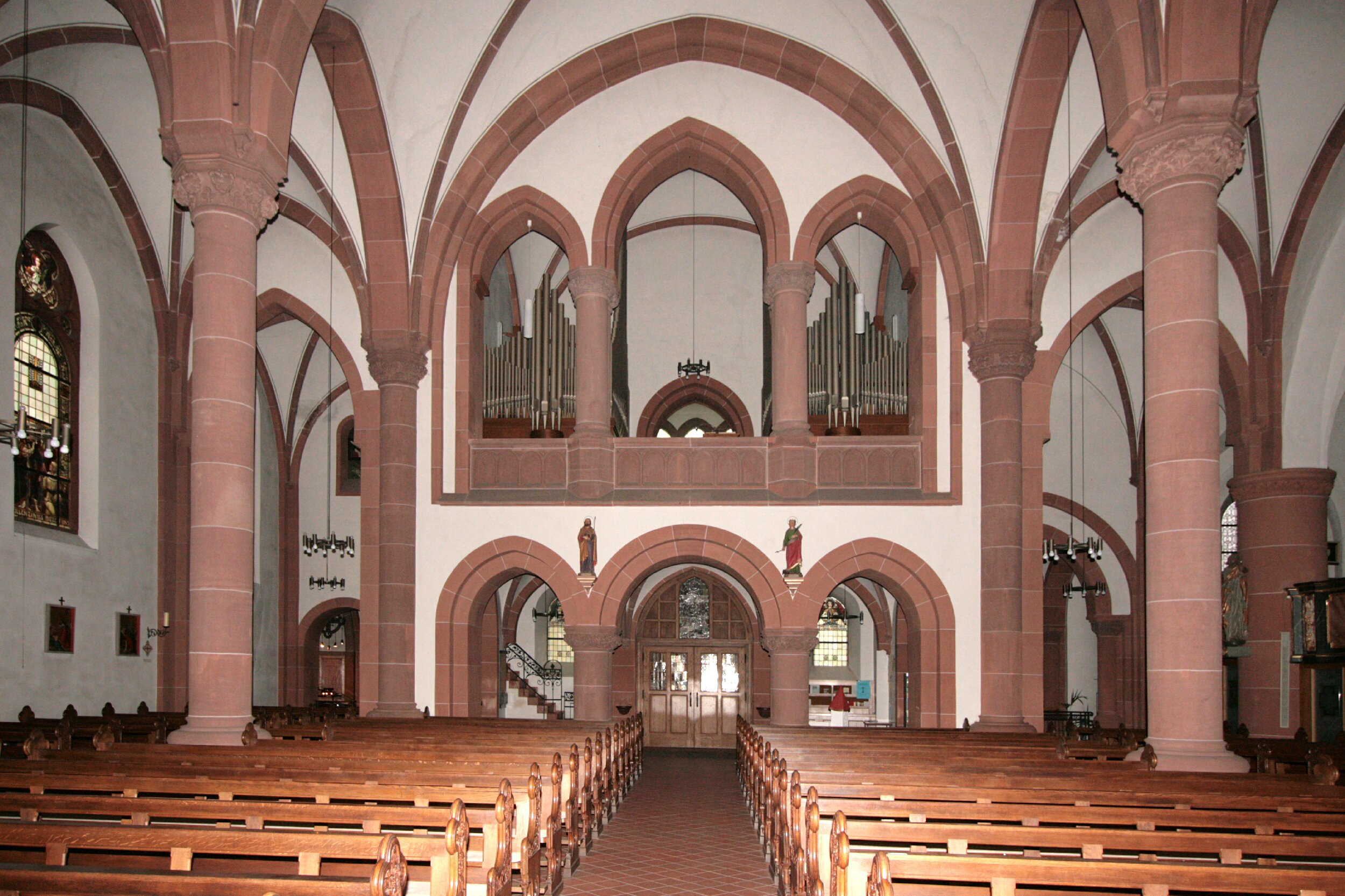
Eingangsportal und Orgelbühne
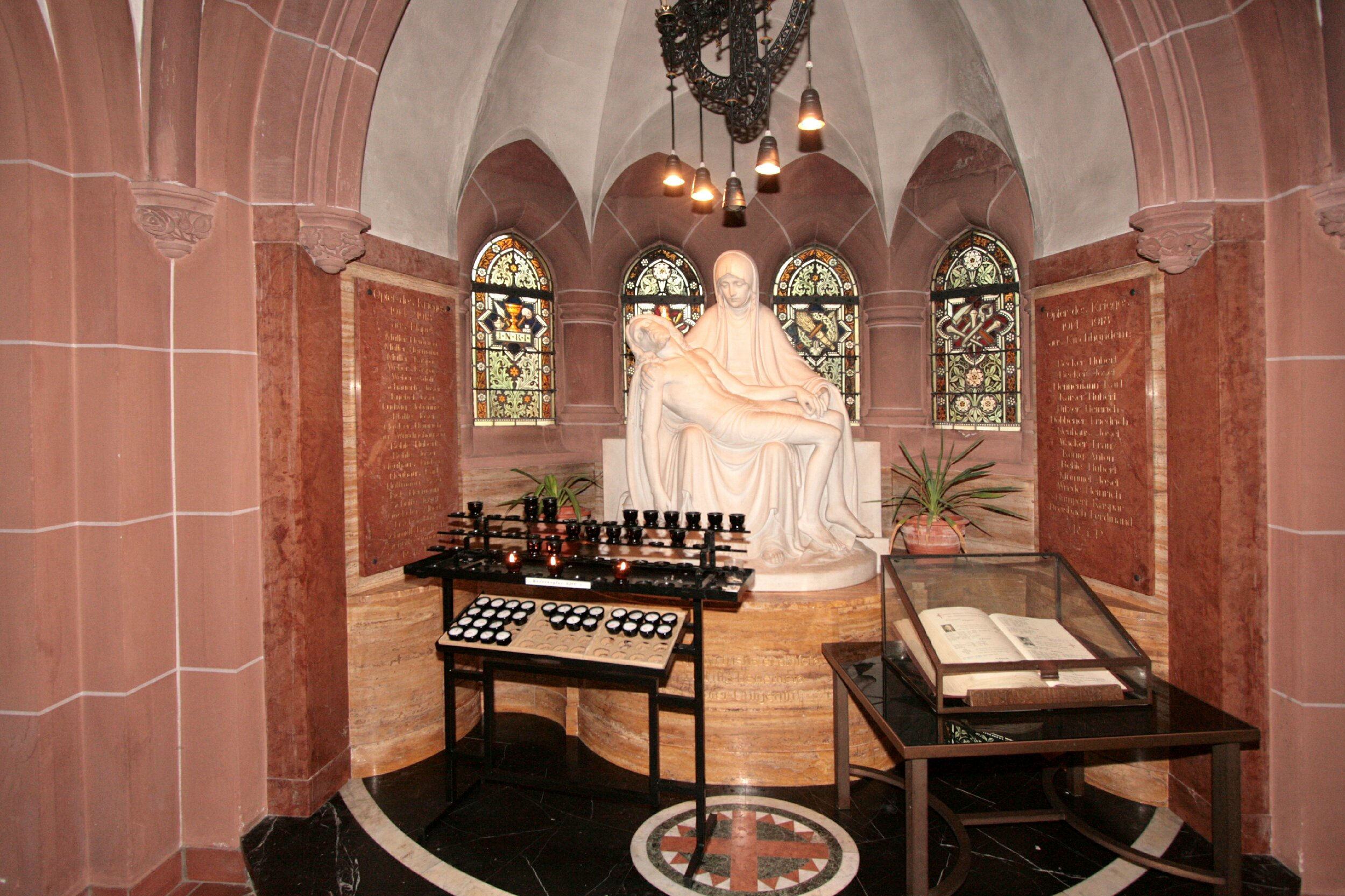
Chorraum der alten Kirche
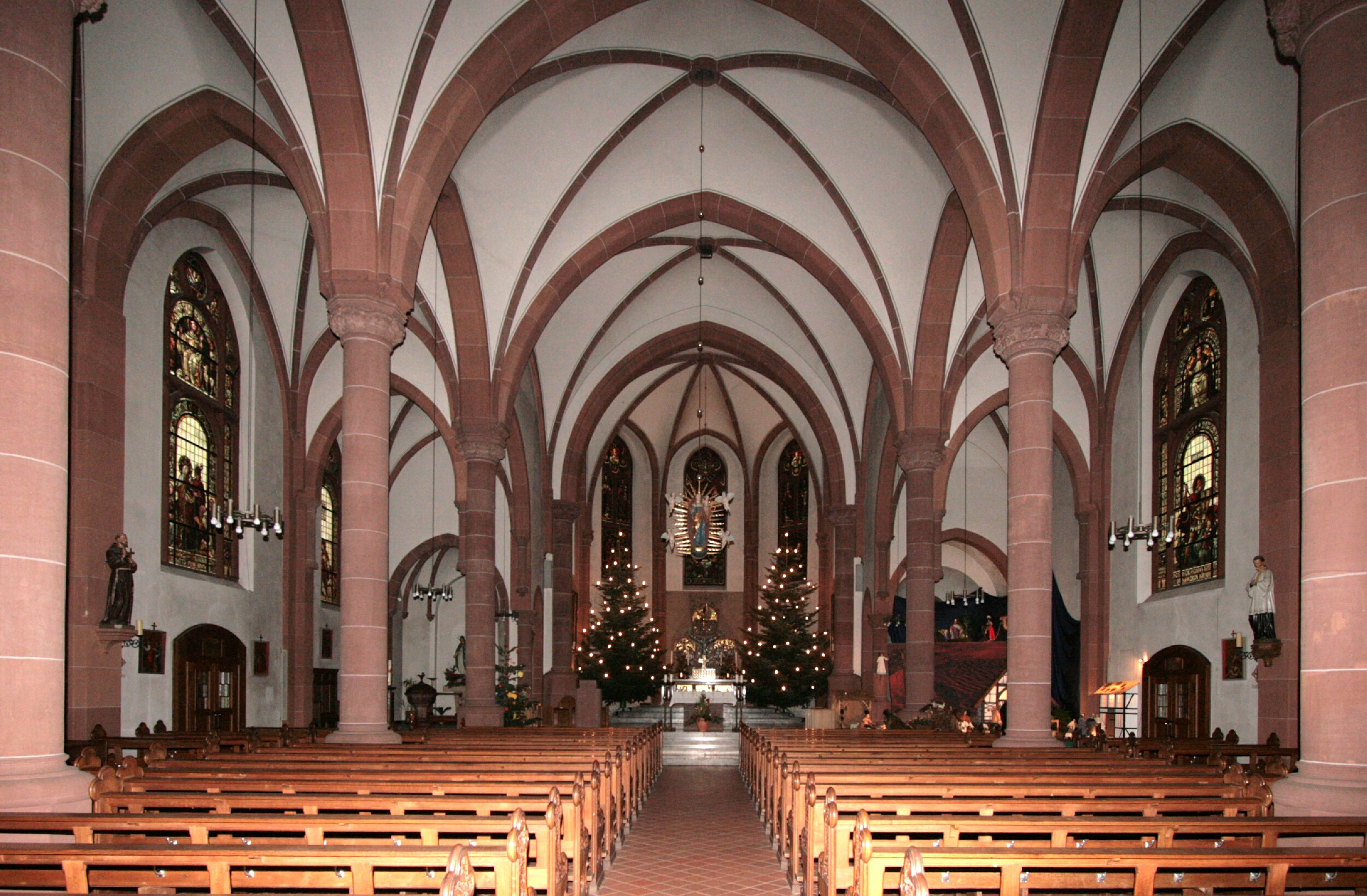
Innenansicht zum Altar
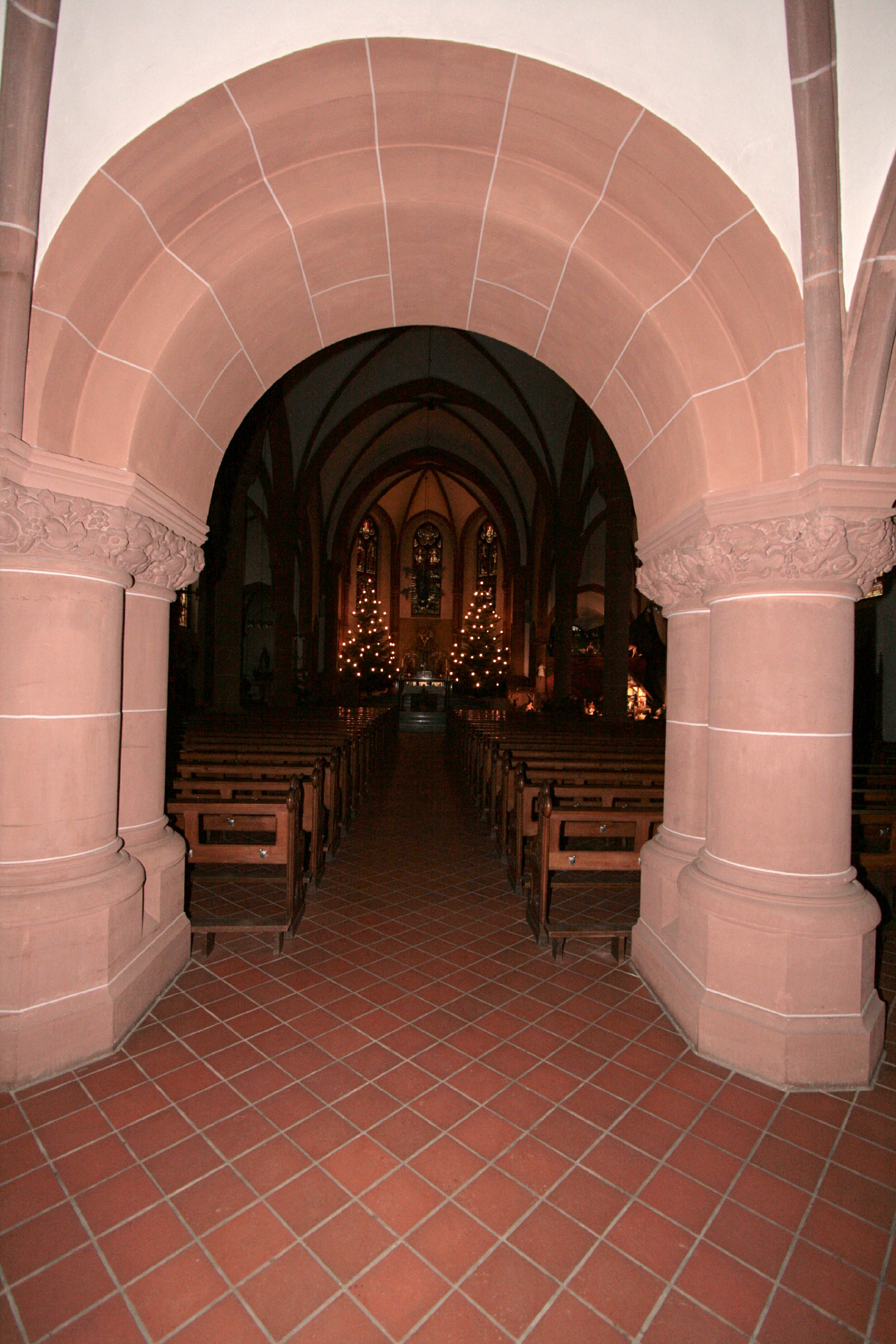
Eingangsportal innen

### Parks
Die Gemeinde Kirchhundem liegt im 2015 gebildeten Naturpark Sauerland Rothaargebirge.

### Naturschutzgebiete
In der Gemeinde Kirchhundem sind folgende Flächen als Naturschutzgebiete ausgewiesen:
Albaumer Klippen, Stelborner Klippen, Schwarzbachsystem mit Haberg und Krenkeltal, Wacholderheide Kihlenberg, Krähenpfuhl, Dollenbruch, Sellenbruch, Rimmert und Buchen- und Bruchwälder bei Einsiedelei und Apollmicke (tlw.).
Bei den meisten Naturschutzgebieten handelt es sich um Wacholderheidegebiete. Beim Naturschutzgebiet Sellenbruch befindet sich ein größeres Königsfarnvorkommen. Die Albaumer Klippen bestehen aus Silikatfelsen mit einer schützenswerten Felsspaltenvegetation, die umgeben sind von schlucht- und eichenreichen Hangmischwäldern. Die Stelborner Klippen sind nur mäßig beschattete, aus Aschen- und Kristalltuffen bestehende, Silikatfelsen mit Felsspaltenvegetation und zum Teil auf Blockschutthalden stockende Buchen-/Eichenwälder. Die Unterschutzstellung einiger Flächen geht auf Initiative von Wilhelm Münker aus Hilchenbach zurück.

### Sport
Für verschiedene sportliche Betätigungen hat sich in der Gemeinde unter anderem auch eine Vielzahl von Vereinen gegründet.
Kunstrasenplätze wurden in Albaum, Brachthausen, Heinsberg, Kirchhundem, Oberhundem und Rahrbach gebaut. Turnhallen bestehen an der Gemeinschaftshauptschule Kirchhundem (Dreifachturnhalle) und den Grundschulen in Heinsberg, Kirchhundem, Oberhundem und Welschen Ennest. Der TuS Silberg-Varste e. V. besitzt in Silberg ebenfalls eine Turnhalle. Zur Gemeinschaftshauptschule Kirchhundem gehört eine Leichtathletik-Sportanlage, der TC Rot-Weiß Kirchhundem besitzt eine Tennisanlage.
Um den Rhein-Weser Turm gibt es im Winter zahlreiche gespurte Loipen und Liftanlagen für den Skisport. Seit 2003 gehören diese Wintersporteinrichtungen zur damals gegründeten Wintersport-Arena Sauerland.

### Regelmäßige Veranstaltungen
Zu den regelmäßigen Veranstaltungen in der Gemeinde Kirchhundem gehören die Schützenfeste, die in allen größeren Ortsteilen in jedem Jahr gefeiert werden.
In Kirchhundem-Silberg wird in jedem Jahr am 1. Mai der Große Preis von Silbergstone veranstaltet. Die Veranstaltung ist der Ursprung der mittlerweile europaweit ausgetragenen Bobbycar-Rennen.

## Wirtschaft und Infrastruktur

### Verkehr

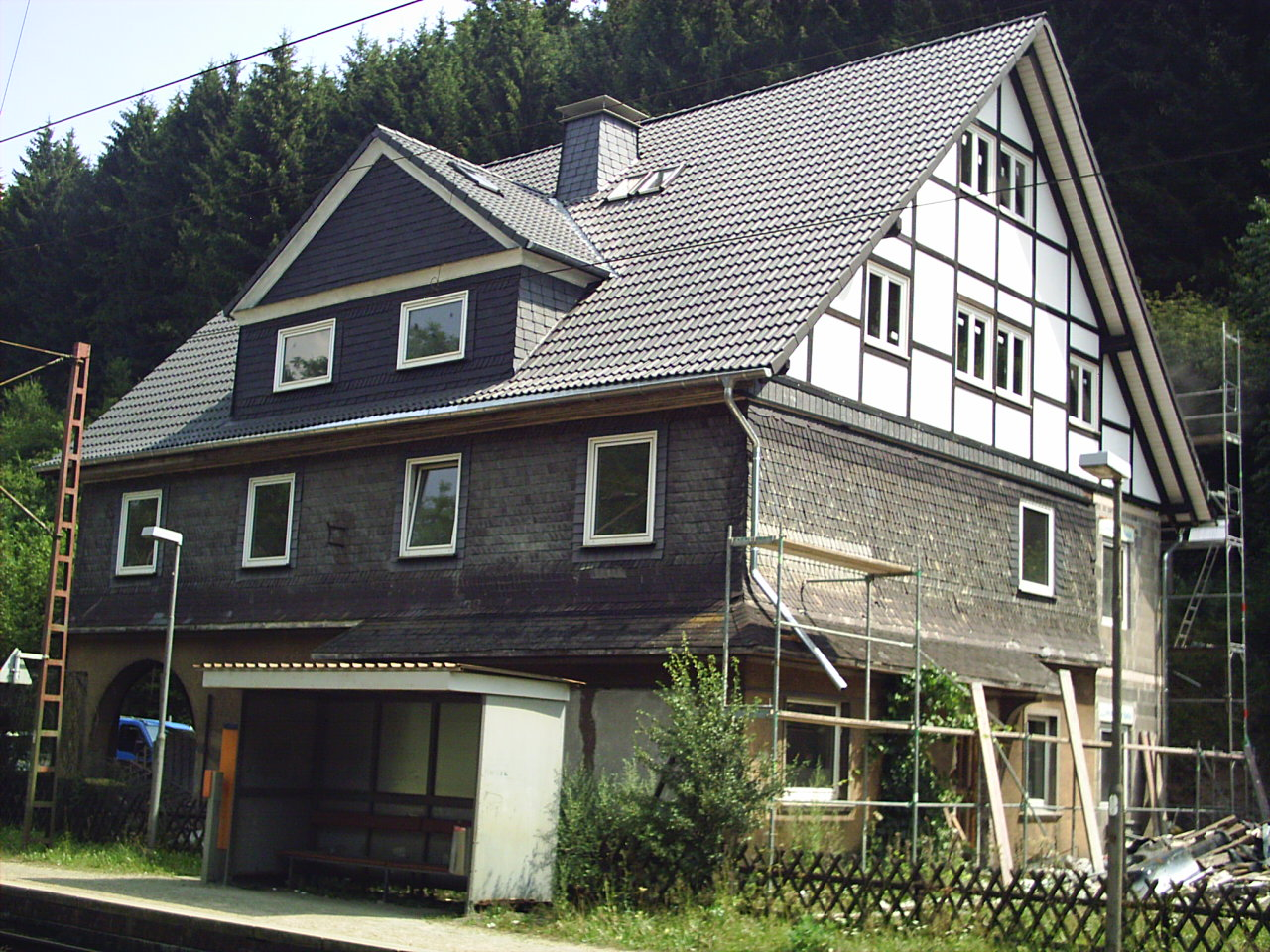
Bahnhofsgebäude in Kirchhundem

Kirchhundem liegt mit den Stationen Kirchhundem und Kirchhundem-Welschen Ennest an der Ruhr-Sieg-Strecke von Hagen nach Siegen.
Außerdem verkehren Buslinien der VWS bzw. des BRS nach Lennestadt, Olpe und Hilchenbach. Seit Juni 2012 bietet ein Bürgerbusverein zweimal wöchentlich Fahrten zwischen Kirchhundem und Altenhundem sowie von Hofolpe ins Tal des Rahrbachs.
Die Bundesstraße B 517 trifft von Kreuztal kommend südlich von Rahrbach auf die Gemeinde Kirchhundem und verlässt sie wieder bei Kirchhundem an der Grenze zur Stadt Lennestadt. In Kirchhundem zweigt von ihr die Landesstraße L 553 ab, die bei Rüspe das Gemeindegebiet wieder verlässt und in Richtung Bad Berleburg und weiter nach Hatzfeld (Eder) führt. Von der L5 53 zweigen in Kirchhundem die L 728 und in Würdinghausen die L 713 ab, durch die die in Nord-Süd-Richtung verlaufenden Täler der Flape bzw. des Albaumer Baches erschlossen werden. Beide Landstraßen verbinden die Gemeinde Kirchhundem mit der Stadt Hilchenbach im Kreis Siegen-Wittgenstein. Von der B 517 zweigt im Ortsteil Welschen Ennest die L 711 ab, die nach Olpe führt. Darüber hinaus ist das Gemeindegebiet durch Gemeinde- und Kreisstraßen erschlossen. Eine bedeutsame Kreisstraße ist die K 18, die von der L 711 bei Kruberg abzweigt und bei Hohenwald (Stadt Olpe) auf die B 55 trifft. Die B 517, die L 711 sowie die K 18 in Verbindung mit der B 55 sind Zubringer zu den Autobahnauffahrten der A 45 bei Olpe und der A 4 bei Kreuztal und Olpe.

### Medien
Die Westfalenpost und die Westfälische Rundschau erscheinen in Kirchhundem als Tageszeitungen. Des Weiteren werden mittwochs und sonntags die Anzeigenblätter Sauerlandkurier und Sauerländer Wochenanzeiger verteilt.
Kirchhundem gehört zum Redaktionsgebiet des Studios Siegen des Westdeutschen Rundfunks (WDR). Nachrichten aus dem Regierungsbezirk Arnsberg (ohne Ruhrgebiet) werden auf WDR 2 Regional (Nachrichten für Südwestfalen) und in der Lokalzeit Südwestfalen im WDR Fernsehen ausgestrahlt.

### Öffentliche Einrichtungen
Die Gemeinde Kirchhundem hat ihr Rathaus im Ortsteil Kirchhundem. Anlaufstelle für die Bürger ist dort das im Erdgeschoss eingerichtete Bürgerbüro. Für den Bereich der Gemeinde Kirchhundem gibt es ein Standesamt, das außer Trauungen im Rathaus noch weitere Trauzimmer an unterschiedlichen Orten in der Gemeinde bereithält. Zur Krankenversorgung ist die Bevölkerung vorrangig auf die Krankenhäuser in den Nachbarkommunen Lennestadt und Olpe angewiesen. Darüber hinaus werden außerdem die Krankenhäuser in Siegen, insbesondere die dortige Kinderklinik in Anspruch genommen. Albaum ist Sitz des Landesamtes für Natur-, Umwelt- und Verbraucherschutz NRW mit den Fachbereichen 26 Fischereiökologie, Fachbereich 55 und 51, vormals Landesanstalt für Ökologie, Bodenordnung und Forsten NRW, Abteilung Fischerei und Gewässerökologie bzw. Landesanstalt für Fischerei Nordrhein-Westfalen. Hinsichtlich der Finanzverwaltung gehört die Gemeinde zum Einzugsbereich des Finanzamtes Olpe; im Bereich des Justizwesens zum Bezirk des Amtsgerichts Lennestadt.

### Unternehmen
Das wirtschaftliche Leben in der Gemeinde Kirchhundem gliedert sich in produzierendes Gewerbe (ca. 55 %), Handel und Verkehr (18 %), Land- und Forstwirtschaft (11 %) und sonstige Bereiche (16 %). Für das produzierende Gewerbe gibt es speziell erschlossene Gewerbegebiete in den Ortsteilen Welschen Ennest und Würdinghausen. Verschiedene Unternehmen haben Bedeutung über die Region hinaus, wie etwa die Firma Mennekes Elektrotechnik GmbH & Co., die im Ortsteil Kirchhundem ansässig ist. Das Werk ist innovativ und agiert weltweit. Mit der Entwicklung eines Steckersystems für Elektroautos, das als Norm in der Europäischen Union definiert wurde, erzielte es zuletzt Anfang 2013 einen bedeutenden Erfolg. Andere Unternehmen in der Gemeinde Kirchhundem betätigen sich als Zulieferer für die Automobilindustrie, in der Elektroindustrie und Metallverarbeitung. Im Ortsteil Hofolpe ist die Papierfabrik Gebrüder Grünewald ansässig. Aufgrund des Waldreichtums der Gemeinde findet man hier außerdem mehrere Forstbaumschulen sowie holzverarbeitende Betriebe. Die im Gewerbegebiet Welschen Ennest angesiedelte Großbäckerei Hesse besitzt Verkaufsfilialen im gesamten südwestfälischen Raum.
Ein erheblicher Teil der Kaufkraft fließt nach auswärts ab. Nach den von der Industrie- und Handelskammer Siegen ausgewerteten Daten zur Handelszentralität (= Verhältnis von Einzelhandelsumsatz je Einwohner zur Einzelhandelskaufkraft je Einwohner) beläuft sich die Kennziffer für Kirchhundem im Jahr 2018 auf 45,8 und weist damit auf einen Kaufkraftverlust von deutlich mehr als die Hälfte hin. Nutznießer dieser ungünstigen Situation dürften unter anderem die nahe gelegenen Orte Lennestadt und Olpe mit Handelszentralitäten von 107,5 bzw.133,7 für 2018 sein.

### Bildung

#### Kindergärten
In der Gemeinde Kirchhundem werden in verschiedenen Ortsteilen Kindergärten betrieben. Trägerin der Einrichtungen in den Ortsteilen Hofolpe, Kirchhundem, Oberhundem und Welschen Ennest ist die katholische Kirche. Die Kindergärten in den Ortsteilen Brachthausen, Heinsberg und Würdinghausen sowie das Montessori Kinderhaus in Welschen Ennest sind in der Trägerschaft von Elternvereinen.

#### Grundschulen
Aufgrund der demographischen Entwicklung wurden in den vergangenen Jahren verschiedene Grundschulstandorte in der Gemeinde Kirchhundem aufgegeben, und zwar in Brachthausen, Oberhundem und Würdinghausen. Heute gibt es noch die katholischen Grundschulen in den Ortsteilen Heinsberg, Kirchhundem und Welschen Ennest, wobei letztere künftig in eine Gemeinschaftsgrundschule umgewandelt werden soll.

#### Hauptschulen
Die Gemeinschaftshauptschule Kirchhundem wurde zum Schuljahr 1969/1970 eingerichtet. Das heute noch genutzte Schulgebäude wurde 1974 bezogen. Die Gemeinschaftshauptschule besitzt eine Dreifach-Turnhalle und eine Aula, die auch für außerschulische Veranstaltungen genutzt werden. Die Hauptschule läuft künftig zugunsten der Sekundarschule Lennestadt-Kirchhundem aus.

#### Realschulen und Gymnasien
Die Gemeinde Kirchhundem verfügt nicht über Realschulen und Gymnasien. Die Schüler besuchen die Realschulen und Gymnasien der Nachbarkommunen Lennestadt und Olpe.

#### Sekundarschule
Ab dem Schuljahr 2014/15 wird eine gemeinsame Sekundarschule der Stadt Lennestadt und der Gemeinde Kirchhundem eingerichtet. Die neue Sekundarschule tritt an die Stelle der bisherigen Hauptschulen Meggen und Kirchhundem sowie der Realschule Meggen; diese werden jahrgangsweise aufgelöst. Der 4-zügige Hauptstandort der Sekundarschule ist dabei Lennestadt, Kirchhundem ist ein zweizügiger Teilstandort.

#### Musikschule
Im Rahmen interkommunaler Zusammenarbeit wird die Musikschule Lennestadt-Kirchhundem betrieben. Angebote der Musikschule sind insbesondere alle gängigen Blas-, Streich-, Schlag-, Tasten- und Zupfinstrumente; Gesangsunterricht; Früherziehung/Grundausbildung für Vier- bis Sechsjährige; Musikgarten für Kinder ab 18 Monaten, Musiklehre und Gehörbildung. Derzeit besuchen etwa 800 Schüler die Musikschule. Der Unterricht findet in den Grundschulen von Lennestadt und Kirchhundem statt.

### Senioreneinrichtungen
Im Ortsteil Kirchhundem befindet sich das privat betriebene Alten- und Pflegeheim Haus Sauerland. Das Seniorenheim Bremm’sche Stiftung im Ortsteil Silberg ist in dem Gebäude des vormaligen Bergmannsheims der Gewerkschaft Grube Glanzenberg eingerichtet. Von der Caritas wird im Pfarrzentrum der katholischen Kirchengemeinde St. Peter und Paul Kirchhundem eine Tagespflege für Senioren betrieben.

## Persönlichkeiten

### Ehrenbürger
- Paul Josef Kardinal Cordes (* 5. September 1934 in Kirchhundem; † 15. März 2024 in Rom), Kardinal der römisch-katholischen Kirche, war bis 2010 Präsident des Päpstlichen Rates Cor Unum und gilt als einer der Gründerväter des Weltjugendtags. Die Ehrenbürgerwürde wurde ihm am 13. Dezember 2007 verliehen.
- Josef Schmelzer (* 30. Juli 1876 in Oberhundem; † 8. Oktober 1962 ebenda), in seinem Heimatort nur als Tiennes Papa bekannt, war Mitglied des preußischen Landtags (1920–1933), ab September 1930 bis Juli 1932 Mitglied des deutschen Reichstags für die Deutsche Zentrumspartei und Landtagsabgeordneter (1946–1950). Er wirkte bei Reform der Fideikommiss-Auflösung dem sogenannten Lex Schmelzer mit und war ein unermüdlicher Werber für die Entwicklung der Gebirgsregionen. Darüber hinaus war er einer der Initiatoren beim Bau des Rhein-Weser-Turms.
- Wilhelm Arnoldi (Beamter) (* 30. Dezember 1884 in Siegen; † 18. April 1965 in Altenhundem) war ein Zentrumspolitiker und Ministerialdirektor aus Altenhundem. Als preußischer Vertreter im Länderausschuss für landwirtschaftliche Notprogramme sicherte er vielen heimischen Familien während der Weltwirtschaftskrise Ende der 1920er Jahre ein Auskommen, indem er bei Altenhundem eine Versuchs- und Musterstation für Vogelschutz und in der damaligen Gemeinde Rahrbach einen Musterhof anlegen ließ, der später zu seinen Ehren Arnoldihof genannt wurde. Darüber hinaus war er die treibende Kraft beim Bau des Aussichtsturmes auf der Hohen Bracht.

### In der Gemeinde Kirchhundem geboren
- Jacob von Albaum (vor 1500–1548), Abt des Klosters Grafschaft
- Heinrich Steinhoff (um 1540–1611), Abt des Klosters Grafschaft
- Dorothea Becker (1536–1609) überlebte trotz schwerer Folter einen Hexenprozess.
- Chrysologus Heimes (1765–1835), Orgelsachverständiger
- Johann Friedrich Joseph Sommer (1793–1856), Hofgerichtsadvokat
- Caspar Berens (1836–1912), kath. Geistlicher, Dichter des Kolpingliedes
- Caspar August Neuhaus (1860–1926), Zigarrenfabrikant und Politiker
- Heinrich Bals (1868–1952), Schriftsteller
- Wilhelm Liese (1876–1956), katholischer Priester, Schriftsteller, Redakteur und Archivar
- Albert Kleffmann (1882–1965), Philosoph, Ingenieur, Redakteur, Heimatkundler und Mundartdichter.
- Johannes Hatzfeld (1882–1953), Musiker
- Josef Balve (1883–1961), Reichsgerichtsrat
- Maria Elisabeth Stracke (1883–1963), Missionarin und Ordensgründerin
- Friedrich Stracke (1889–1967), katholischer Missionar
- Martin Volmert (1893–1958), Kommunalpolitiker und ehrenamtlicher Landrat
- Wilhelm Fischer (1906–1965), Politiker (NSDAP)
- Willi Weiskirch (1923–1996), Wehrbeauftragter des Deutschen Bundestages
- Horst Limper (1924–1984), Landrat des Kreises Olpe
- Helmut Josef Patt (1926–2003), Geistlicher
- Helmut Kumpf (1928–1973), Politiker (CDU)
- Joachim Grünewald (1933–2012), Politiker (CDU)
- Paul Josef Cordes (1934–2024), Kardinal
- Gerhard Eberts (* 1938), Ordensgeistlicher, Journalist und Autor
- Dieter Mennekes (1940–2020), Unternehmer und Umweltschützer
- Ulrich Braukämper (1944–2018), Völkerkundler
- Hartmut Schauerte (* 1944), Politiker
- Michael Wurm (1945–2016), Richter am Bundesgerichtshof
- Ulla Hahn (* 1945), Schriftstellerin
- Ina-Maria Mihályhegyi-Witthaut (1946–1987), Künstlerin
- Gerhard Beckmann (1948–2015), Agrarwissenschaftler und Direktor der Landwirtschaftskammer Westfalen-Lippe
- Dorothee Döring (* 1949), Autorin, Kommunikations- und Konfliktberatung
- Joachim Klewes (* 1954), Honorarprofessor
- Helmut Pulte (* 1956) ist ein deutscher Philosoph, Wissenschaftstheoretiker und -historiker.
- Kordula Kovac (* 1957), Bundestagsabgeordnete
- Benedikt Lindemann (* 1958), Abt
- Michael Gleich (* 1960), Journalist und Wissenschaftspublizist
- Georg Kneer (* 1960), Soziologe
- Hansjörg Weißbrich (* 1967), Filmeditor
- Petra Weschollek (* 1973), Biathletin
- Kerstin Szymkowiak (* 1977), Skeleton-Sportlerin und Olympiateilnehmerin
- Christina Graf (* 1985), Sportreporterin
- Hanna Scholz (* 1992), Schauspielerin

### Persönlichkeiten, die vor Ort gewirkt haben
- Johann Adolf von Fürstenberg (1631–1704), Domherr in Münster, Hildesheim und Paderborn, Drost der Ämter Bilstein, Fredeburg und Waldenburg, Erbauer der Adolfsburg bei Oberhundem.
- Karl Broermann (1878–1947), Pädagoge und Schriftsteller, verbrachte seine letzten Lebensjahre in Heinsberg
- Heinrich Luhmann (1890–1978), Schriftsteller, der in seinen Romanen Wo die Wälder Wache halten (1920) und Walddoktor Willibald (1921) das Leben in fiktiven Dörfern am Rüsper Wald beschreibt
- Peter Grebe (1896–1962), Pfarrer der Pfarrei Kohlhagen und Opfer der NS-Justiz
- Angela Autsch (1900–1944), Ordensschwester und NS-Opfer, lebte ab 1930 für einige Jahre in Heinsberg
- Georg Jöstingmeier (1905–1994), Jurist und CDU-Landespolitiker, 1945 Bürgermeister von Marmecke
- Robert Schmelzer (1914–1996), Journalist und Herausgeber der Westfalenpost
- Peter Hattig (1939–2017), Handballspieler und Pädagoge, lebte zuletzt in Kirchhundem
- Enis Alushi (* 1985), ehemaliger Fußballspieler, begann beim TV Oberhundem seine Karriere

### Gemeinde
- Anton Overmann: Die kirchlichen Baudenkmäler des Kreises Olpe. (= Die Kunst im Kreise Olpe, Band 2.) Frey, Attendorn 1940.
- Handbuch der Deutschen Kunstdenkmäler, Nordrhein-Westfalen, Band II: Westfalen. Deutscher Kunstverlag, München 1969.
- Ralf Breer, Otto Höffer: Kirchen und Kapellen in Attendorn, Lennestadt und Kirchhundem. Attendorn 1999.
- Albert Ludorff, Franz Hölscher: Die Bau- und Kunstdenkmäler des Kreises Olpe. Schöningh, Paderborn, Münster 1903.
- Wilhelm Liese: Geschichte der Pfarrei Kirchhundem und ihrer Tochterpfarreien Altenhundem, Heinsberg, Kohlhagen. Bonifacius-Druckerei, Paderborn 1920.
- Otto Lucas: Das Olper Land – Arbeiten der Geographischen Kommission im Provinzialinstitut für westfälische Landes- und Volkskunde. Coppenrath, Münster 1941.
- Albert K. Hömberg: Heimatchronik des Kreises Olpe. Archiv für Deutsche Heimatpflege, 2. Auflage, Köln 1967.
- Martin Vormberg: Kirchhundem in alten Ansichten. Europäische Bibliothek, Zaltbommel 1983, ISBN 90-288-2320-4.
- Martin Vormberg: Beiträge zur Geschichte des Bergbaus im Kreis Olpe – Teil 1: Der Bergbau in der Gemeinde Kirchhundem. In: Der Oberkreisdirektor des Kreises Olpe (Hrsg.): Schriftenreihe des Kreises Olpe Nr. 11. Olpe 1985, ISSN 0177-8153.
- Ernst Henrichs (Red.): Die Protokollbücher des ehemaligen Amtes Kirchhundem, der zugehörigen Gemeinden und der früheren Gemeinde Rahrbach, Band 1: Die Protokollbücher von 1843 bis 1869. Herausgeber: Verkehrs- und Verschönerungsverein Kirchhundem 1881, Kirchhundem 1988.
- Ernst Henrichs (Red.): Die Protokollbücher des ehemaligen Amtes Kirchhundem, der zugehörigen Gemeinden und der früheren Gemeinde Rahrbach, Band 2: Die Protokollbücher von 1870 bis 1899. Herausgeber: Verkehrs- und Verschönerungsverein Kirchhundem 1881, Kirchhundem 1989.
- Ernst Henrichs (Red.): Die Protokollbücher des ehemaligen Amtes Kirchhundem, der zugehörigen Gemeinden und der früheren Gemeinde Rahrbach, Band 3: Die Protokollbücher von 1900 bis 1924. Herausgeber: Verkehrs- und Verschönerungsverein Kirchhundem 1881, Kirchhundem 1990.
- Claus-Dieter Clausen: Erläuterungen zu Blatt 4914 Kirchhundem – Geologische Karte von Nordrhein-Westfalen 1:25.000. Geologisches Landesamt Nordrhein-Westfalen, Krefeld 1991.
- Günther Becker, Martin Vormberg: Kirchhundem – Geschichte des Amtes und der Gemeinde. Gemeindedirektor der Gemeinde Kirchhundem, Kirchhundem 1994, ISBN 3-923483-15-5.
- Martin Vormberg: 100 Jahre Rathaus Kirchhundem. Festschrift zum Tag des offenen Denkmals am 11. September 2005. Kirchhundem 2005.
- Martin Vormberg: Die Jagdbezirke von Schloss Adolfsburg. Historische Ortsansichten und Landschaftselemente im Südsauerland um 1743/44. Kirchhundem 2013.
- Martin Vormberg (Bearb.): Urkundenbuch. Mittelalterliche und frühneuzeitliche Urkunden für das Gebiet der Gemeinde Kirchhundem. Kirchhundem 2019. ISBN 978-3-7494-2262-3.
- Martin Vormberg: Wassermühlen im Kirchhundemer Land. Kirchhundem 2025. ISBN 978-3-7693-7894-8.

### Einzelne Orte
- Die Ortsgeschichte von Albaum und Böminghausen. 700 Jahre Albaum 1313–2013. Herausgegeben vom Heimat- und Förderverein Albaum e. V. O.O.u.J. (Albaum 2013).
- Lebendige Steine – Lebendige Gemeinde. 100 Jahre St. Elisabeth Benolpe. 1912–2012. Kirche und Ortsgeschehen im Wandel der Zeit. Herausgegeben vom Kirchenvorstand der Pfarrgemeinde St. Elisabeth Benolpe und vom Heimat- und Förderverein Benolpe e. V. O.O.u.J. (Benolpe 2012).
- Claus Heinemann: Ein kleines Dorf und die große Geschichte – Herrntrop im Sauerland. Hilbeck 1981.
- Heinsberg. Ein Dorf im Sauerland. Herausgegeben von der Arbeitsgemeinschaft „Unser Dorf soll schöner werden“, Heinsberg. Heinsberg 1995.
- 500 Jahre Wallfahrtskirche Kohlhagen. Beiträge zur Geschichte und Gegenwart. Herausgegeben vom Kirchenvorstand der Pfarrei Mariae Heimsuchung Kohlhagen. Kohlhagen 1990.
- Verschiedene Autoren: Unser Dorf Kruberg – 1340–1990 – Beiträge zum 650-jährigen Jubiläum. Herausgegeben von der Dorfgemeinschaft Kruberg e. V., Kirchhundem-Kruberg 1990.
- Kirchspiel Oberhundem. Chronik. Herausgegeben vom Ortsarchiv Oberhundem e. V. O.O.u.J. (Oberhundem 2008).
- Jochen Krause: Geschichten aus dem Sauerland – Ein Dorf erzählt – Würdinghausen im Hundemtal. Heike Schriever, Plettenberg, 1998, ISBN 3-9806543-0-3.